# Diane F. Halpern
 (mai 2023).
 (mai 2023).
La mise en forme du texte ne suit pas les recommandations de Wikipédia : il faut le « wikifier ».
Les points d'amélioration suivants sont les cas les plus fréquents. Le détail des points à revoir est peut-être précisé sur la page de discussion.
- Les titres sont pré-formatés par le logiciel. Ils ne sont ni en capitales, ni en gras.
- Le texte ne doit pas être écrit en capitales (les noms de famille non plus), ni en gras, ni en italique, ni en « petit »…
- Le gras n'est utilisé que pour surligner le titre de l'article dans l'introduction, une seule fois.
- L'italique est rarement utilisé : mots en langue étrangère, titres d'œuvres, noms de bateaux, etc.
- Les citations ne sont pas en italique mais en corps de texte normal. Elles sont entourées par des guillemets français : « et ».
- Les listes à puces sont à éviter, des paragraphes rédigés étant largement préférés. Les tableaux sont à réserver à la présentation de données structurées (résultats, etc.).
- Les appels de note de bas de page (petits chiffres en exposant, introduits par l'outil «  Source ») sont à placer entre la fin de phrase et le point final[comme ça].
- Les liens internes (vers d'autres articles de Wikipédia) sont à choisir avec parcimonie. Créez des liens vers des articles approfondissant le sujet. Les termes génériques sans rapport avec le sujet sont à éviter, ainsi que les répétitions de liens vers un même terme.
- Les liens externes sont à placer uniquement dans une section « Liens externes », à la fin de l'article. Ces liens sont à choisir avec parcimonie suivant les règles définies. Si un lien sert de source à l'article, son insertion dans le texte est à faire par les notes de bas de page.
- La présentation des références doit suivre les conventions bibliographiques. Il est recommandé d'utiliser les modèles {{Ouvrage}}, {{Chapitre}}, {{Article}}, {{Lien web}} et/ou {{Bibliographie}}. Le mode d'édition visuel peut mettre en forme automatiquement les références.
- Insérer une infobox (cadre d'informations à droite) n'est pas obligatoire pour parachever la mise en page.

Pour une aide détaillée, merci de consulter Aide:Wikification.
Si vous pensez que ces points ont été résolus, vous pouvez retirer ce bandeau et améliorer la mise en forme d'un autre article.
Pour les articles homonymes, voir Halpern.
Diane F. Halpern est une psychologue américaine et ancienne présidente de l'American Psychological Association (APA). Elle est doyenne de la chaire de sciences sociales à la Minerva School du KGI (Keck Graduate Institute). Elle enseigne également la psychologie au Claremont McKenna College. Diane Halpern est également l'ancienne présidente de la Western Psychological Association, de la Society for the Teaching of Psychology et de la Division of General Psychology.

## Carrière
Halpern a siégé au sein de nombreux conseils d'administration au sein de l'APA, notamment le Conseil des affaires éducatives, le Conseil des représentants, le Comité des relations internationales en psychologie, le Comité des résultats d'apprentissage et les enseignants de psychologie dans les écoles secondaires. Elle a présidé le panel sur les politiques publiques et la conférence nationale de l'APA sur l'éducation.[réf. nécessaire]
Aux côtés de Keith Millis (Northern Illinois University) et d'Arthur C. Graesser (Université de Memphis), Halpern a développé Operation ARA, un jeu informatisé qui enseigne le raisonnement scientifique. Elle a également développé le Halpern Critical Thinking Assessment (Schuhfried Publishers), un QCM qui mesure la capacité cognitive des sujets.
En 1995, Halpern fait partie d'un groupe de travail formé par l'APA sous la direction d'Ulric Neisser, qui a publié Intelligence: Knowns and Unknowns, un rapport rédigé en réponse à l'ouvrage controversé The Bell Curve.
Elle a également écrit sur les différences cognitives entre les hommes et les femmes. Elle démontre qu'un modèle bio-psycho-social offre une meilleure compréhension du dymorphisme cognitif qu'une simple dichotomie nature /culture. Un autre sujet de ses recherches porte sur les risques associés à la gaucherie. Halpern a également écrit en opposition à la scolarisation non mixte, notant qu'elle "manque de soutien scientifique et peut contribuer à augmenter le sexisme et les stéréotypes de genre".

## Ouvrages (sélection)
- Halpern, D. F. (2014). Thought and Knowledge: An Introduction to Critical Thinking (5th Edition). NY: Psychology Press.
- Halpern, D. F. (2012). Sex Differences in Cognitive Abilities (4th ed.). NY: Psychology Press.
- Halpern, D. F. (Ed.). (2009). Undergraduate Education in Psychology: A Blueprint for the Future of the Discipline. Washington, DC: American Psychological Association Books.
- Halpern, D. F., & Cheung, F. M. (2008). Women at the Top: How Powerful Leaders Combine Work and Family. NY: Wiley-Blackwell Publishers.
- Miller, D. I., & Halpern, D. F. (2014). The New Science of Cognitive Sex Differences. Trends in Cognitive Sciences, 18, 37–45. doi: 10.1016/j.tics.2013.10.011
- Nisbett, R. E., Aronson, J., Blair, C., Dickens, W., Flynn, J., Halpern, D. F. & Turkheimer, E. (2012). Intelligence: New findings and theoretical developments. American Psychologist, 67, 130–159. doi: 10.1037/a0026699
- Halpern, D. F., Eliot, L., Bigler, R. S., Fabes, R. A., Hanish, L. D., Hyde, J. S., Liben, L., & Martin, C. L. (2011, September 23). The pseudoscience of single-sex schooling. Science, 333, 1706–1707. DOI: 10.1126/science.1205031
- Cheung, F. M., & Halpern, D. F. (2010). Women at the Top: Powerful Leaders Define Success as Work + Family in a Culture of Gender. American Psychologist, 65, 182-193 doi: 10.1037/a0017309.
- Halpern, D. F. (2005). Psychology at the intersection of work and family: Recommendations for employers, working families, and policy makers. American Psychologist, 60, 367–409.
- Halpern, D. F. & Murphy, S.E. (Eds.). (2005). From Work-Family Balance to Work-Family Interaction: Changing the Metaphor. Mahwah, NJ: Lawrence Erlbaum Associates, Inc. Publishers.